# Аминов, Махмут Шаймарданович
Махмут Шаймарданович Аминов (07.11.1925 — 27.01.1984) — пропарщик цистерн пропарочной вагонного депо железнодорожной станции Бензин Башкирского отделения Куйбышевской железной дороги. Новатор производства, Герой Социалистического Труда. В некоторых источниках фигурирует как Махмут Шаймурданович Аминев.

## Биография
Родился 7 ноября 1925 года в городе Уфа. По национальности башкир. Окончил начальную школу. Трудовую деятельность начал в августе 1940 года парикмахером в Уфе.
В январе 1943 года бы призван в ряды Красной Армии, участвовал в Великой Отечественной войне в разведроте. После демобилизации осенью 1947 года вернулся домой и с октября 1947 года трудился парикмахером в уфимской артели «Фотохудожник».
С мая 1949 года работал пропарщиком цистерн пропарочной вагонного депо железнодорожной станции Бензин Башкирского отделения Куйбышевской железной дороги, в черте города Уфы. Станция Бензин в своё время строилась как первый и важнейший пункт на пути нефтепродуктов от нефтеперерабатывающих и нефтехимических заводов Уфы к потребителям. Проработав более десяти лет пропарщиком, М. Ш. Аминов достиг высоких показателей и норм выработки. Пропаривал 20-21 цистерну за каждую смену вместо 10 по установленной норме, тем самым обеспечивал уфимским нефтепереработчикам быструю отгрузку горюче-смазочных материалов потребителям. После того, как новый метод был освоен на станции Бензин, его стали внедрять на всей сети железных дорог. В результате значительно возросли объёмы перевозки нефтепродуктов.
Указом Президиума Верховного Совета СССР от 1 августа 1959 года за выдающиеся успехи, достигнутые в деле развития железнодорожного транспорта, Аминову Махмуту Шаймардановичу присвоено звание Героя Социалистического Труда с вручением ордена Ленина и золотой медали «Серп и Молот».
С мая 1961 года работал помощником мастера пропарочной вагонного депо станции Бензин Башкирского отделения Куйбышевской железной дороги. К 1970 году Махмут Шаймурданович трудился сменным мастером. С этого поста он и ушёл на заслуженный отдых в 1980 году (по другим источникам — в 1975 году).
Жил в городе Уфе. Скончался 27 января 1984 года.
Награждён орденом Ленина, медалями.

## Память
Внесён в «Книгу памяти» лучших железнодорожников страны.

## Награды
- В 1959 году за разработку и внедрение передового метода, принесшего огромную пользу народному хозяйству СССР, Махмуту Аминеву было присвоено звание Героя Социалистического труда.
- В 1970 году он был награждён высшей наградой отрасли — знаком «Почетному железнодорожнику».